# Alloclinus

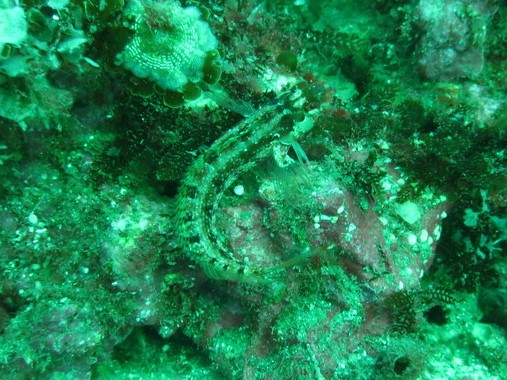
Alloclinus holderi

Alloclinus is een monotypisch geslacht van straalvinnige vissen uit de familie van slijmvissen (Labrisomidae).

## Soort
- Alloclinus holderi (Lauderbach, 1907)